# Mockba to Berlin
Mockba to Berlin est un jeu vidéo de tactique en temps réel développé par Monte Cristo et édité par Cinemaware, sorti en 2005 sur Windows.

## Accueil
- Jeuxvideo.com : 11/20[1]